# Сонг, Ригобер
Ригобе́р Сонг Баана́г (фр. Rigobert Song Bahanag; род. 1 июля 1976[…], Нкенгликок, Центральный регион) — камерунский футболист. Рекордсмен сборной Камеруна по количеству проведённых матчей. Участник 4 чемпионатов мира (1994, 1998, 2002 и 2010).
В 2010 году заявил о завершении 17-летней карьеры в сборной.
1 марта 2022 года по инициативе президента Поля Бийи назначен главным тренером сборной Камеруна.

## Достижения
- Обладатель Кубка африканских наций 2000, 2002
- 2-е место на Кубке африканских наций: 2008
- Финалист Кубка конфедераций 2003
- Чемпион Турции 2005/06, 2007/08
- Обладатель Кубка Турции 2004/05, 2009/10
- Обладатель Кубка французской лиги 1995/96

## Личная жизнь
Его двоюродный брат Алекс Сонг также футболист, в 2006—2012 годах сыграл более 100 матчей за лондонский «Арсенал».

## Рекорды Сонга на чемпионатах мира
- Сонг — первый футболист в истории чемпионатов мира, который удалялся на двух мундиалях. Повторить подобное удалось только Зинедину Зидану. Ригобер был удалён на чемпионате мира 1994 в матче против Бразилии и на чемпионате мира 1998 в матче против Чили.
- Сонг — один из двух футболистов, участвовавших в чемпионатах мира 1994 и 2010 (второй — голкипер из Республики Корея Ли Ун Джэ, который однако не сыграл в 2010 году ни одной минуты).
- Сонг — один из 8 футболистов в истории, наряду с Карбахалем, Фигероа, Уго Санчесом, Бергоми, Маттеусом, Это’о и Мондрагоном, у которых между первым и последним выходом на поле в матчах финальной части чемпионатов мира прошло 16 лет.